# 3607 Наніва
3607 Наніва (3607 Naniwa) — астероїд головного поясу, відкритий 18 лютого 1977 року.
Тіссеранів параметр щодо Юпітера — 3,626.
Названо на честь Наніва (яп. なにわ(浪速) наніва)